# Codi Internacional de Nomenclatura d'algues, fongs i plantes

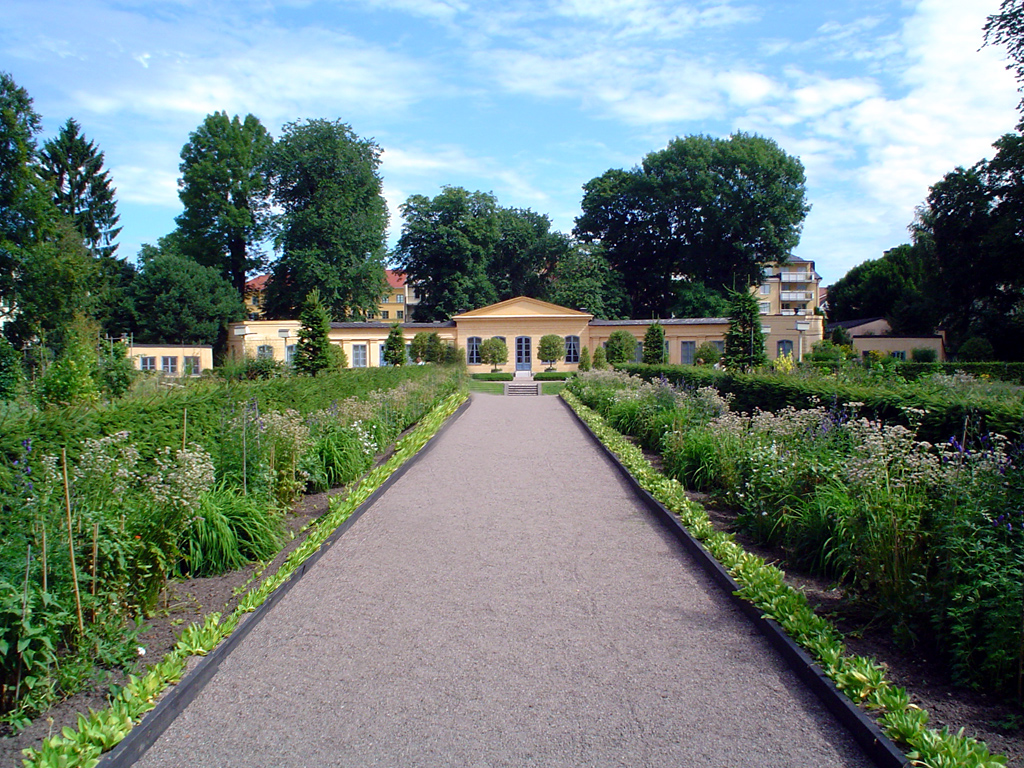
Jardí de Linnaeus a Uppsala

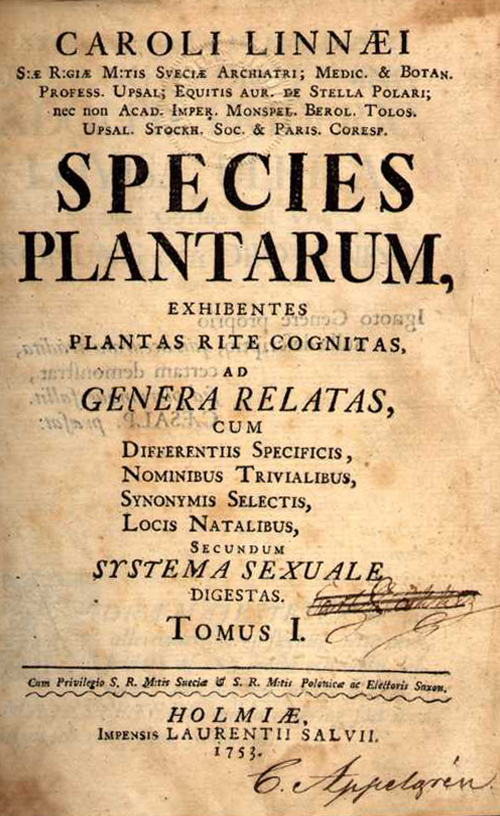
Portada de Species Plantarum, 1753

El Codi Internacional de Nomenclatura d'algues, fongs i plantes (International Code of Nomenclature for algae, fungi and plants [ICN]), abans Codi Internacional de Nomenclatura Botànica (International Code of Botanical Nomenclature [ICBN]) és un conjunt de regles i recomanacions que tracten sobre els noms botànics formals que es donen als éssers vius tradicionalment estudiats per la botànica (plantes, algues i fongs).
La nomenclatura botànica permet que cadascun dels tàxons botànics tinguin un nom i només un nom acceptat universalment. El valor d'un nom científic és que sigui identificador; no cal que tingui un valor descriptiu o fins i tot acurat.
El principi guiador de la nomenclatura botànica és la llei de prioritat, segons la qual, el nom més antic és el que té prioritat i s'ha de fer servir. El ICN estableix formalment la data de començament de la nomenclatura de les plantes a 1 de maig de 1753, data de la publicació del llibre Species Plantarum de Linnaeus (o una data posterior per altres grups específics). Anteriorment, ja s'aplicaven noms llatins, però sense cap mena criteri taxonòmic.
Durant el segle xix va caldre implantar regles per governar la nomenclatura científica. Aquestes normes es van publicar successivament. Per les plantes la data clau és 1867 (lleis de Candolle), 1906 (International Rules of Botanical Nomenclature, 'Regles de Viena') i 1952 (International Code of Botanical Nomenclature, 'Codi d'Estocolm).
Un altre desenvolupament va ser l'aclariment del concepte de 'planta'. Linnaeus mantenia un punt de vista més ampli del que s'accepta actualment. Gradualment més i més grups d'organismes han estat reconeguts com a independents de les plantes.
El ICN només pot ser canviat en un congrés botànic internacional (International Botanical Congress) (IBC), amb l'Associació Internacional per a la Taxonomia de les Plantes (International Association for Plant Taxonomy) proporcionant la infraestructura de suport.
L'edició actualment vigent és el Shenzhen Code (2018) basat en les decisions del XIX International Botanical Congress, celebrat a Shenzhen, Xina al Juliol del 2017.
L'edició anterior és el Melbourne Code (2012); aquest va estar precedit per Vienna Code (2005) i el St Louis Code (2000), els dos darrers disponible en línia.
La nomenclatura botànica és independent de la nomenclatura zoològica, la bacteriològica o la dels virus, que tenen els seus propis codis.
L'ICN s'aplica a grups tradicionalment considerats com a algues, fongs i plantes, ja siguin fòssils o no. S'incloen així els cianobacteris (també anomenats cianofícies o algues blau-verdoses, tot i que tècnicament no són algues), fongs, protists fotosintètics i els grups no fotosintètics relacionats.
Per a plantes cultivades hi ha un codi separat: Codi Internacional de Nomenclatura per a Plantes Cultivades (International Code of Nomenclature for Cultivated Plants) que dona regles suplementàries i recomanacions.